# Sega Model 1
Sega Model 1 foi uma placa de arcade lançada pela Sega em 1992. Durante o desenvolvimento do sistema, a Sega foi à General Electric Aerospace (que se tornaria parte da Martin Marietta, mais tarde Lockheed Martin) em busca de auxílio para criar o sistema de renderização 3D. O primeiro jogo para o sistema, Virtua Racing foi criado para testar a viabilidade da plataforma e não foi pensado para um lançamento comercial, mas o sucesso entre os desenvolvedores foi tamanho que a Sega o lançou.
O alto custo do sistema no entanto fez com que apenas seis jogos fossem criados; entre eles o inovador jogo de luta Virtua Fighter. O sucesso de público do Model 1 serviu de inspiração para o desenvolvimento de um sucessor, uma das placas de arcade mais populares de todos os tempos.

## Especificações
- CPU principal: NEC V60 a 16 MHz
- Co-processador gráfico: FPU Fujitsu TGP MB86233
- CPU de som: Motorola 68000 a 10 MHz
- Processador de som: 2 x Sega 315-5560 Custom 28 channel PCM
- Timer de som: Yamaha YM3834 a 8MHz
- Resolução de tela: 496 x 384 pixels
- Profundidade de cores: 16-bit (65.536 cores)
- Capacidades gráficas: Flat shading, Diffuse reflection, Specular reflection, 2 camadas de scroll, Alpha blending

## Lista de jogos
- Star Wars Arcade (1994)
- Tecwar / Netmerc (1994) (protótipo)
- Virtua Fighter (1993)
- Virtua Formula (1992)
- Virtua Racing (1992)
- Wing War (1994)
- Wing War R360